# 存亮贸易诉蒋志东、王卫明案
存亮贸易诉蒋志东、王卫明案，全称上海存亮贸易有限公司诉蒋志东、王卫明等买卖合同纠纷案，是一起发生于中华人民共和国上海市的民事案件。在此案中，债权人存亮公司要求拓恒公司清偿债务，法院判拓恒公司的股东，被告人蒋志东、王卫明存在连带责任。这起民事案件隶属于买卖合同纠纷，被中华人民共和国最高人民法院列入第三批指导性案件。
2020年12月29日，最高人民法院下发通知，自2021年1月1日起，本案与20号指导案例（深圳市斯瑞曼精细化工有限公司诉深圳市坑梓自来水有限公司、深圳市康泰蓝水处理设备有限公司侵害发明专利权纠纷案）一起不再参照。

## 背景
原告上海存亮贸易有限公司于2007年6月28日与常州拓恒机械设备有限公司签订了《钢材买卖合同》，后拓恒公司货到却不付款，于11月与存亮公司签署了相关欠款文书。至2008年1月11日，存亮公司继续为拓恒公司供货，在此前合同的条款规定下供应了价值700万余元的货物，并收到570万元的货款。12月25日，常州市武进工商局以未年检的问题吊销拓恒公司的营业执照，此时拓恒尚有140万余元的欠款未清还给存亮公司。营业执照吊销后，拓恒公司管理者及股东未组织清算，包括办公经营地、帐册等相关信息都无法确认，财产下落不明。此后由于拓恒公司无财产可供执行，相关法院出具了中止执行的判文。

## 案件审判
存亮公司于2009年向上海市松江区人民法院报案，被告人包括拓恒公司及其三位股东房恒福、蒋志东和王卫明。其中，大股东房恒福持有40%的股权，蒋志东、王卫明分别有30%。在一审判决中，法院认为拓恒公司存在违约行为，包括蒋志东、王卫明等股东在内的股东怠于履行清算义务，导致拓恒公司的主要财产、帐册等均已灭失，无法进行清算。这样的行为违反了《中华人民共和国公司法》及公司法的司法解释中的相关规定。因此，法院认为存亮公司的债权需要得到清偿，判决拓恒公司及三位股东共同承担支付欠款及自2008年4月12日起的逾期付款违约金的责任，依据条款为《中华人民共和国民事诉讼法》第一百三十条、《中华人民共和国合同法》第一百零七条、第一百零九条和第一百一十四条第一款、第二款和《最高人民法院关于适用若干问题的规定（二）》第十八条第二款。
被告人在一审判决后不服原判，但其中拓恒公司法人代表及大股东房恒福没有出庭，被视为放弃答辩权利。蒋志东、王卫明两人将此案上诉至上海市第一中级人民法院。
蒋志东、王卫明认为他们在此案中不应承担原判责任，并给出下列证据：
1. 两人已完成了出资义务。他们认为根据《公司法》的相应规定，拓恒公司的债务应由拓恒公司以自身的财产承担。
2. 两人于2008年8月2日将拓恒公司的股权转让给了房某，未办理工商登记。
3. 拓恒公司在被吊销营业执照前背负过多债务，因资不抵债，相关法院均出具了终结执行的裁定书。他们认为如此一来并非由于怠于履行义务而导致拓恒公司财产的灭失。
4. 两人曾委托律师对拓恒公司进行清算，但由于拓恒公司财物多次被债权人哄抢导致无法清算。因此认为两人不存在怠于履行义务的情况
5. 在房恒福下落不明的情况下，拓恒公司与存亮公司之间的债权债务无法查清。认为原审法院判决他们承担连带清偿责任并不公平。

两人藉此追究原判认定事实不清、适用法律不当，要求撤回原判。二审法院认为，由于股权转让未在工商局登记，因此法律上他们两人依旧为拓恒公司股东。结合存亮公司及两人所提供的证据，法院认定两人因代表公司签署《租赁协议》等行为，说明他们参与了对公司的实际管理。后再解释了公司财产灭失与两者在清算公司财物义务上的懈怠没有关联性，并认定两者未按照法律要求清算账目。二审最终判决维持原判，由拓恒公司、蒋志东、王卫明以及另一股东加倍支付迟延履行期间的债务利息。包括诉讼费18,877元，其中案件受理费17,357元，财产保全申请费1,520元。

## 案例分析及参考价值
最高院认为此案要点在于有限责任公司的股东、股份有限公司的董事和控股股东，应当依法在公司被吊销营业执照后履行清算义务，不能以其不是实际控制人或者未实际参加公司经营管理为由免除清算义务。企业在各种原因的促使下被解散，此时应当进行清算，但是有很多人并不进行清算，还借机逃脱债务。因此，最高院利用这一案件澄清了法律概念上清算义务人与清算人之间的区别，在案前所颁布的公司法司法解释(二)中的规定结合此案情节可得出：有限责任公司的股东、股份有限公司的董事和控股股东明确为公司的法定清算义务人。

## 后续影响
2012年中华人民共和国最高人民法院发布第三批指导性案例，此案被列为第9号。在相关的全国标准职业考试中，这一案件也被列入教材，作为在债权纠纷方面的参考案例之一。此案还可以作为债权人提起相关诉讼，获得清偿，保护自身利益的权威判例，但最高院也指出此案的具体情形仅适用于部分情况，当拥有多位股东且流动性较大，要求全部股东作为清算义务人承担公司解散后的组织清算义务是不现实也不公平的，这样的情况下根据公司法第一百八十四条追责人仅为董事会或股东大会确认的股东。